# Granadilla de Abona (Gerichtsbezirk)
Der Gerichtsbezirk Granadilla de Abona ist einer der zwölf Gerichtsbezirke in der Provinz Santa Cruz de Tenerife.
Der Bezirk umfasst 4 Gemeinden auf einer Fläche von 439,50 km² mit dem Hauptquartier in Granadilla de Abona.

## Gemeinden
| Gemeinde                           | Einwohner (2024) | Fläche km² | Dichte Einw./km² | Cod INE | Postleitzahl                                          |
| ---------------------------------- | ---------------- | ---------- | ---------------- | ------- | ----------------------------------------------------- |
| Arico                              | 9.120            | 178,76     | 51               | 38005   | 38580, 38588, 38589, 38592, 38593                     |
| Granadilla de Abona                | 57.143           | 162,44     | 352              | 38017   | 38594, 38595, 38600, 38611, 38612, 38616–38618, 38639 |
| San Miguel de Abona                | 23.138           | 42,04      | 550              | 38035   | 38620, 38628, 38629, 38639                            |
| Vilaflor                           | 1.871            | 56,26      | 33               | 38052   | 38613, 38614, 38615, 38629                            |
| Gerichtsbezirk Granadilla de Abona | 91.272           | 439,50     | 208              | –       | –                                                     |